# Kegeldach

Kegeldach

Ein Kegeldach (auch Kegelhelm) ist ein Dach mit kreisförmigem Grundriss und rundum aufsteigender Dachfläche.

## Beschreibung und Verwendung
Kegeldächer kommen seit Jahrhunderten auf allen Arten von kreisförmigen Gebäuden oder Bauteilen vor, vor allem auf Turmbauten, wo sie eine Möglichkeit der Gestaltung von Turmhelmen bieten.
Häufig sind Kegeldächer auf Türmen mittelalterlicher Stadtbefestigungen und Burgen zur Anwendung. Dort können sie entweder mit der Außenwand des Turmes abschließen (beziehungsweise sie mit einem Dachüberstand überragen) oder als aufgesetzter Helm auf der Verteidigungplattform stehen (wie etwa beim Johannistor in Jena). Hier waren Wasserspeier zum Ablauf des Regenwassers notwendig (Andernach, Alter Krahnen). In diesem Fall war das Kegeldach von einer Mauer, einer Brüstung oder einem Zinnenrand umgeben. Kegeldächer waren meist aus einer Holzbalkenkonstruktion mit Schiefer bedeckt ausgeführt, in seltenen Fällen aus Stein.

Kegeldächer gibt es auch auf Kirchtürmen, so z. B. auf den Türmen der romanischen Stiftskirche Sankt Cyriakus in Gernrode (hier mit Kupferblech-Dachdeckung), den Türmen von St. Pantaleon in Köln, den Nebentürmen des Trierer Doms sowie den Westtürmen der Stiftskirche St. Bonifatius in Freckenhorst.

Beispiele
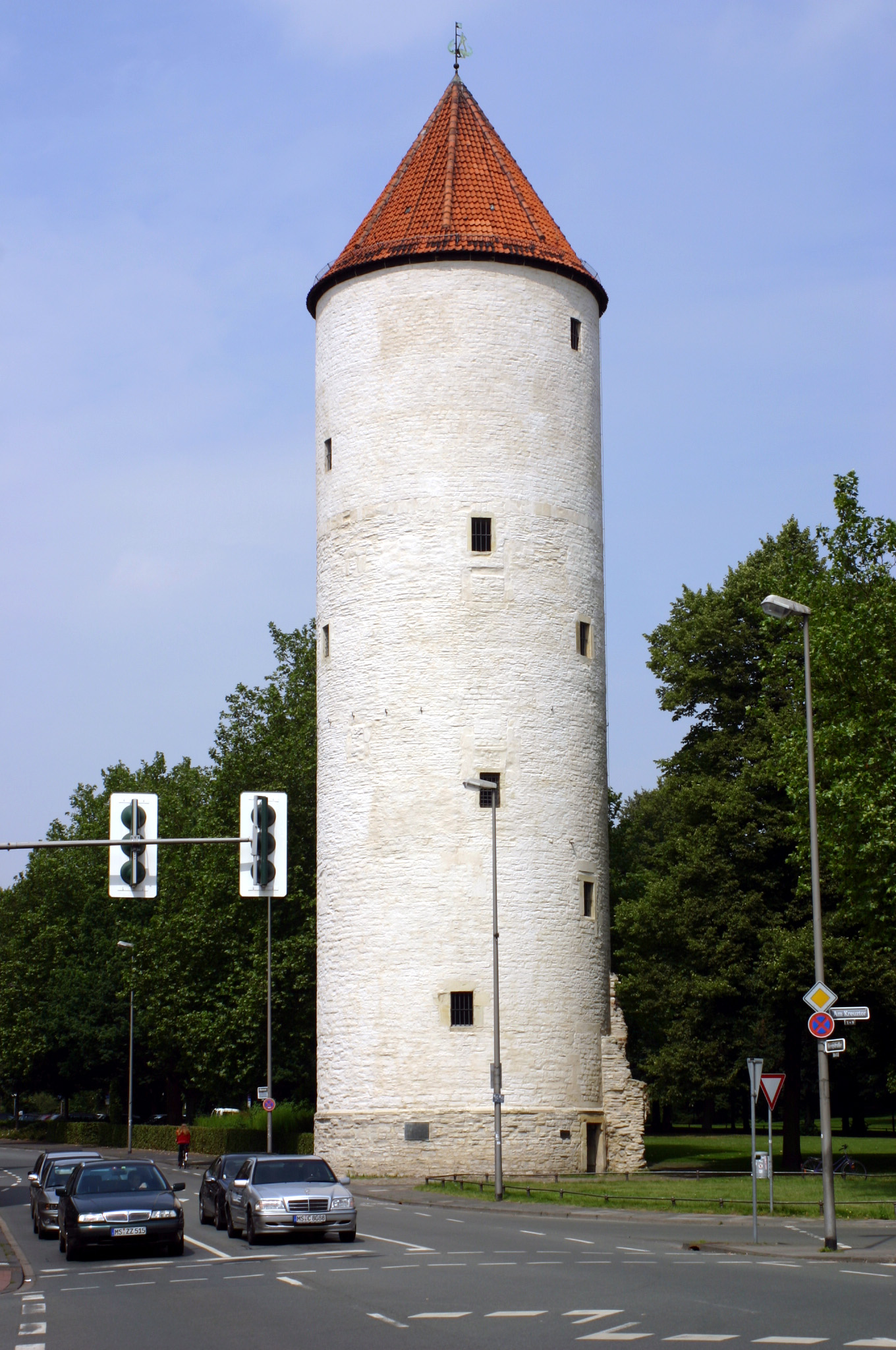
Kegeldach auf dem Buddenturm in Münster
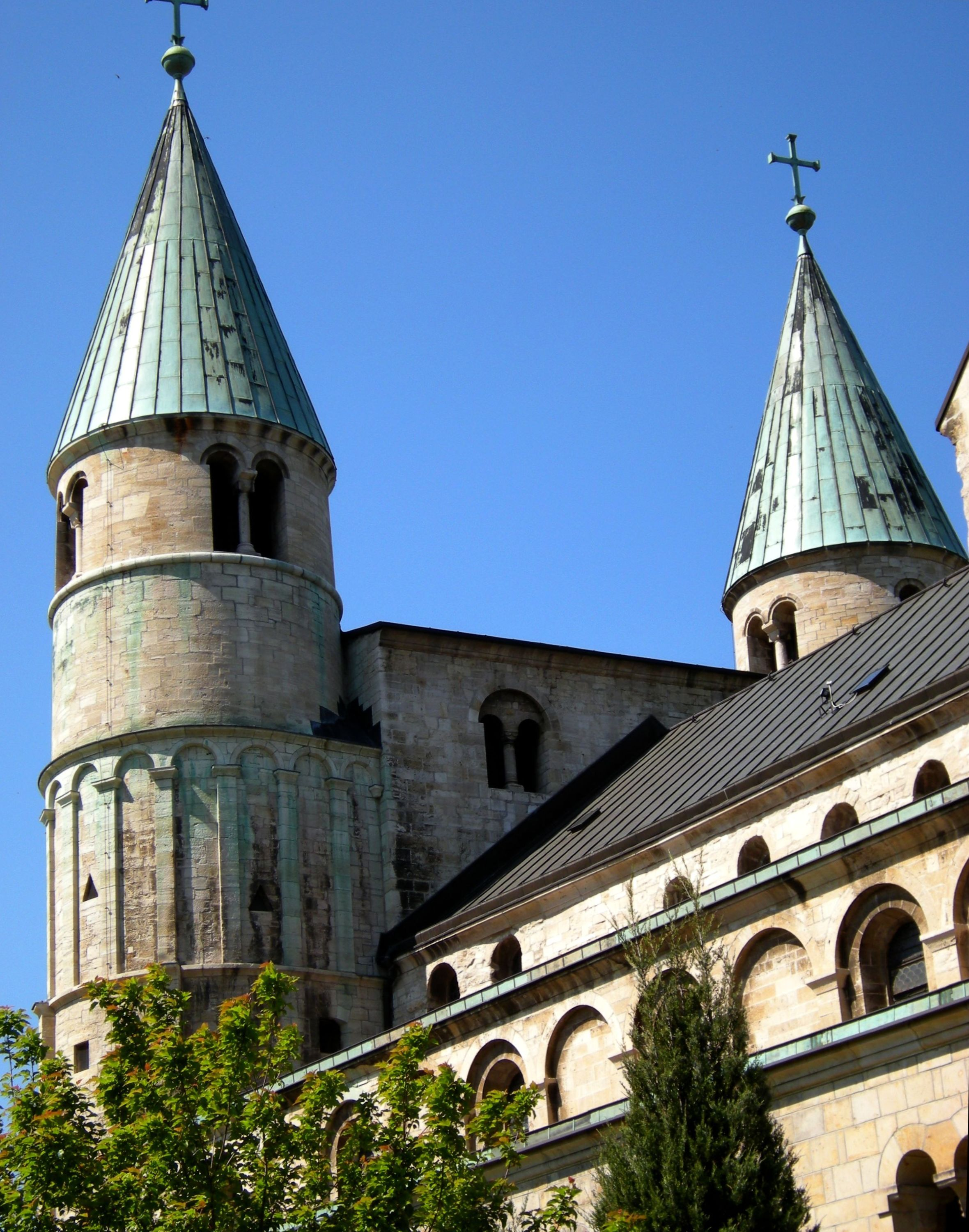
Kegeldächer der Stiftskirche Gernrode
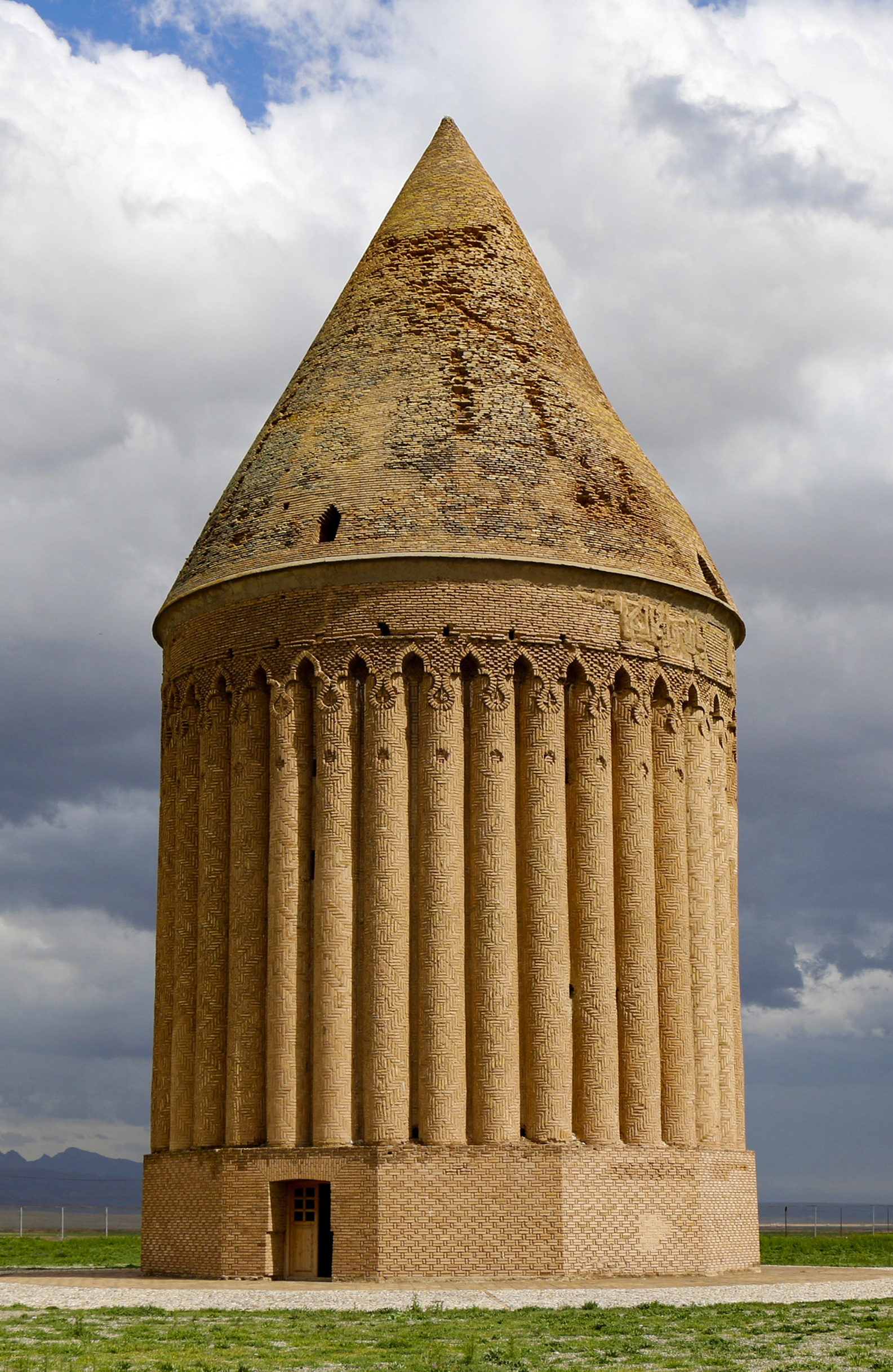
Kegeldach auf dem Turm in Radkan (Iran)
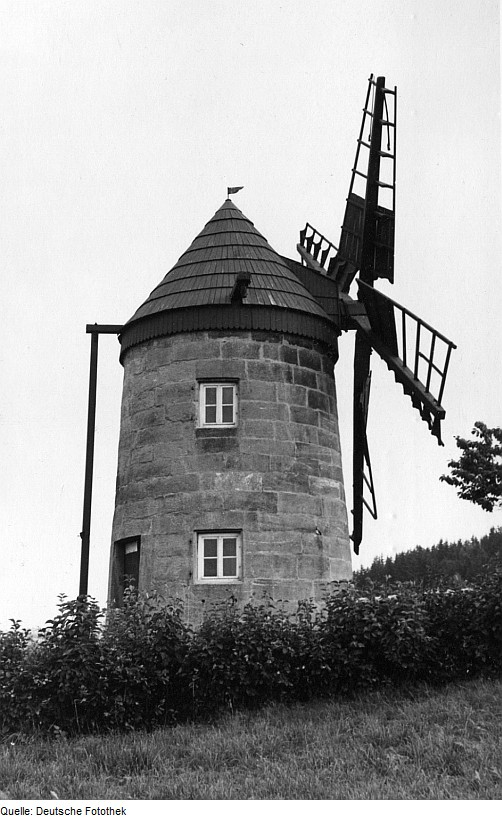
Holländerwindmühle mit Kegeldach (Dippoldiswalde)
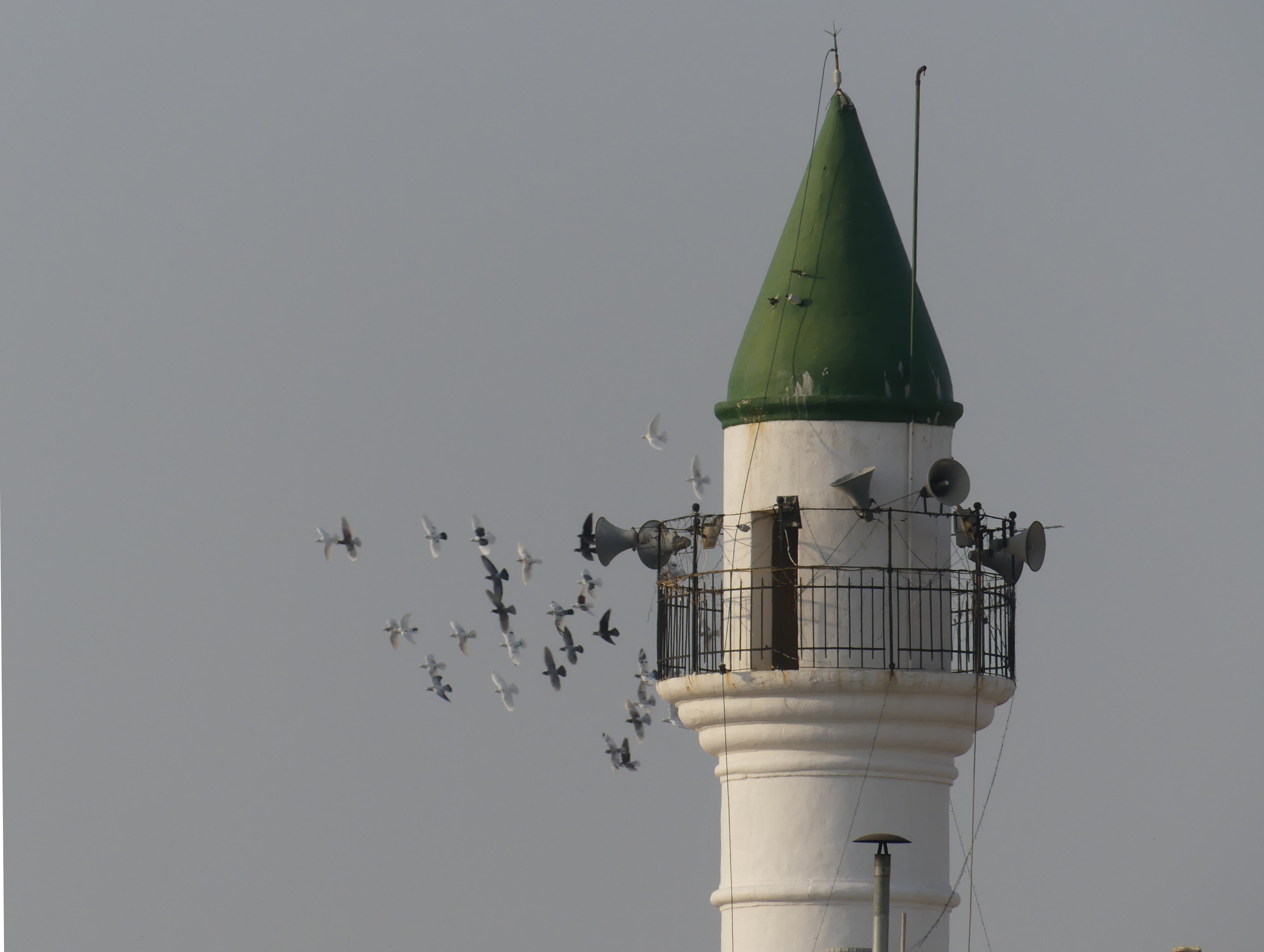
Kegeldach eines Minaretts (Tyros)
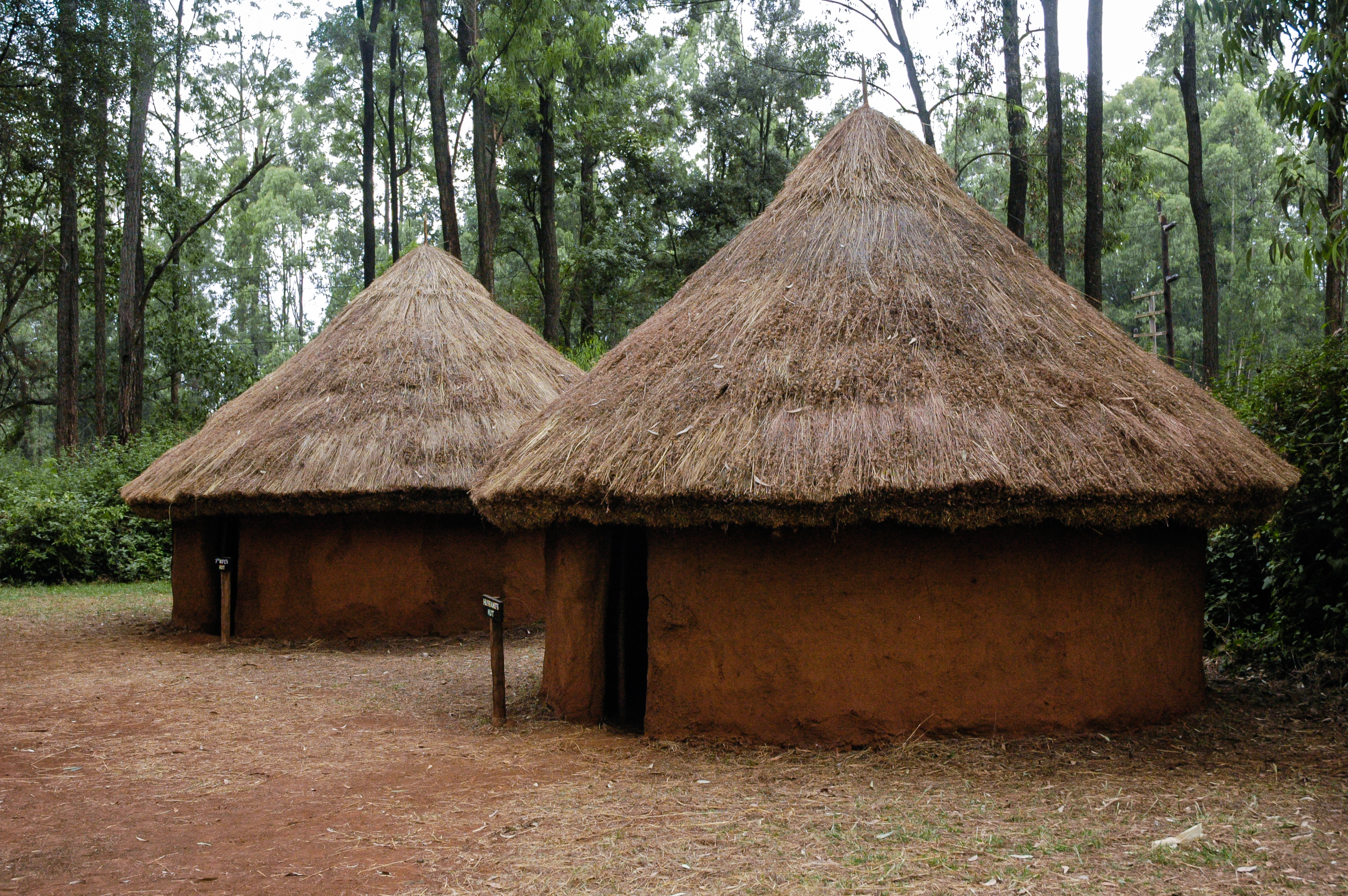
Strohgedeckte Kegeldächer der Kamba im Touristendorf Bomas of Kenya nahe Nairobi
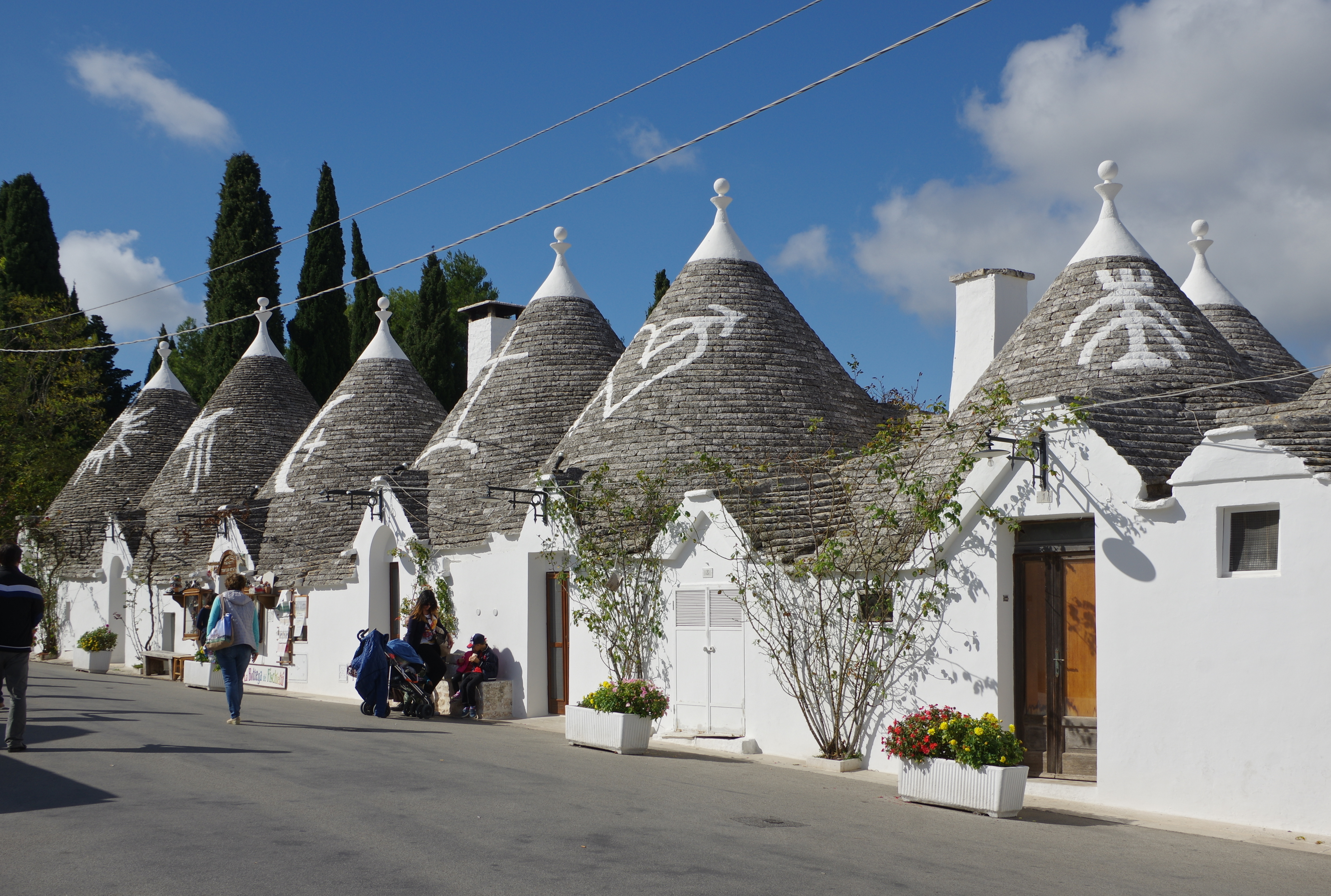
Kegeldächer auf einem Trullo (Alberobello, Apulien)
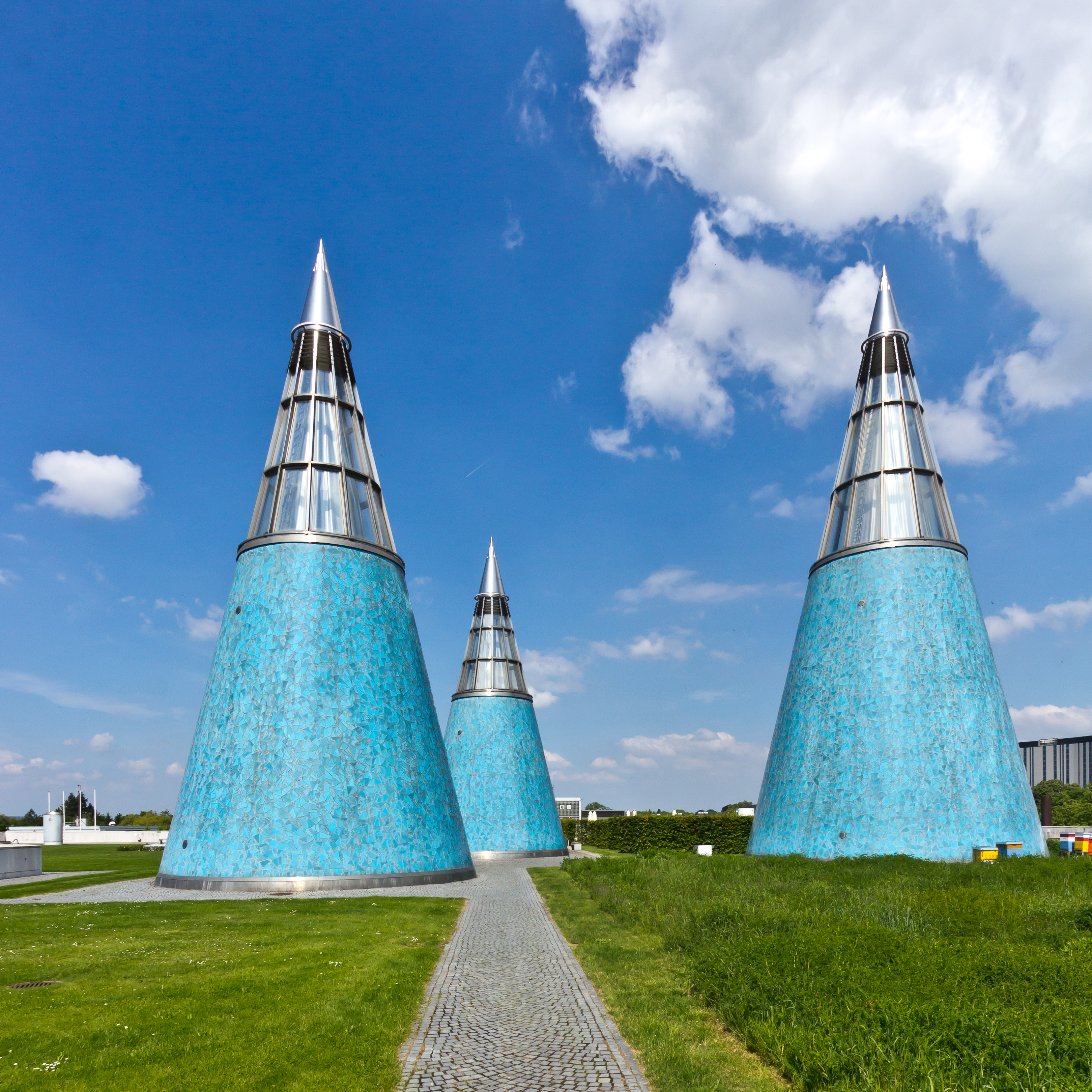
Kegeldach-Aufsätze (sog. „Lichttürme“[3]) auf der Bundeskunsthalle in Bonn, erbaut 1989–1992

## Begriff, Konstruktion und Dachdeckung
Der Begriff Kegeldach führt seine Bezeichnung vom runden, geometrischen Körper „Kegel“.

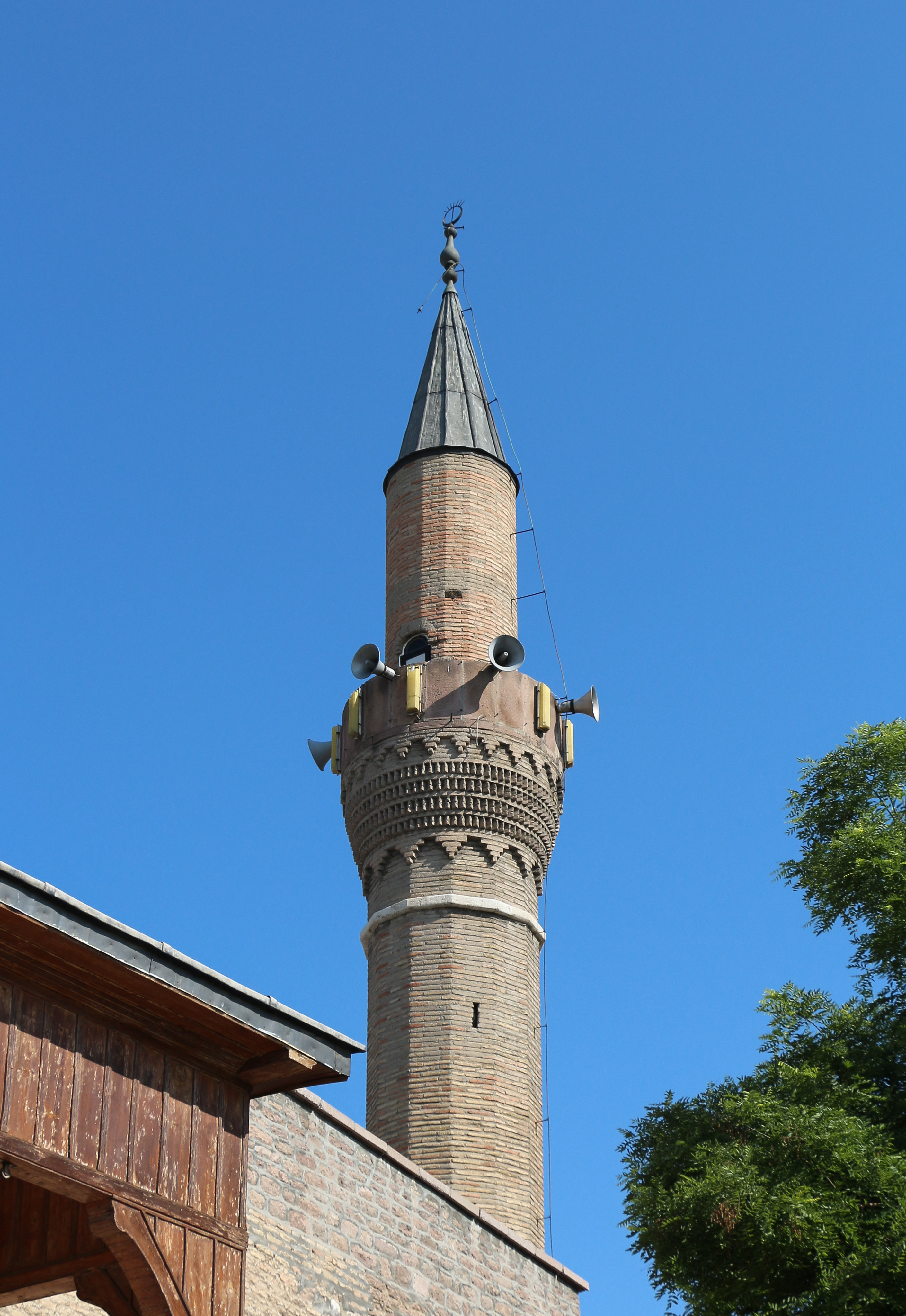
Kegeldach-ähnliches Dach: Vielfach gebrochener Turmhelm eines Minaretts (Konya)

Da geometrisch gerundete Dachkonstruktionen und Dachdeckungen in der Art eines Kegelmantels nur aufwändig und kostspielig hergestellt werden können, sind runde Tumrdächer häufig abweichend auf vieleckigem Grundriss konstruiert und in vielfach gebrochenen Dachflächen eingedeckt, die formal dann keine Kegeldächer sind.